# نهر جاري
نهر جاري ، ( (بالبرتغالية: Rio Jari‏) ) ، هو رافد شمالي لنهر الأمازون على الحدود بين ولايتي بارا وأمابا في شمال شرق البرازيل. هو في أكثر المناطق المصب ل حوض الأمازون والحدود المرتفعات جويانا وو غيانا إلى الشمال الغربي.

## دورة

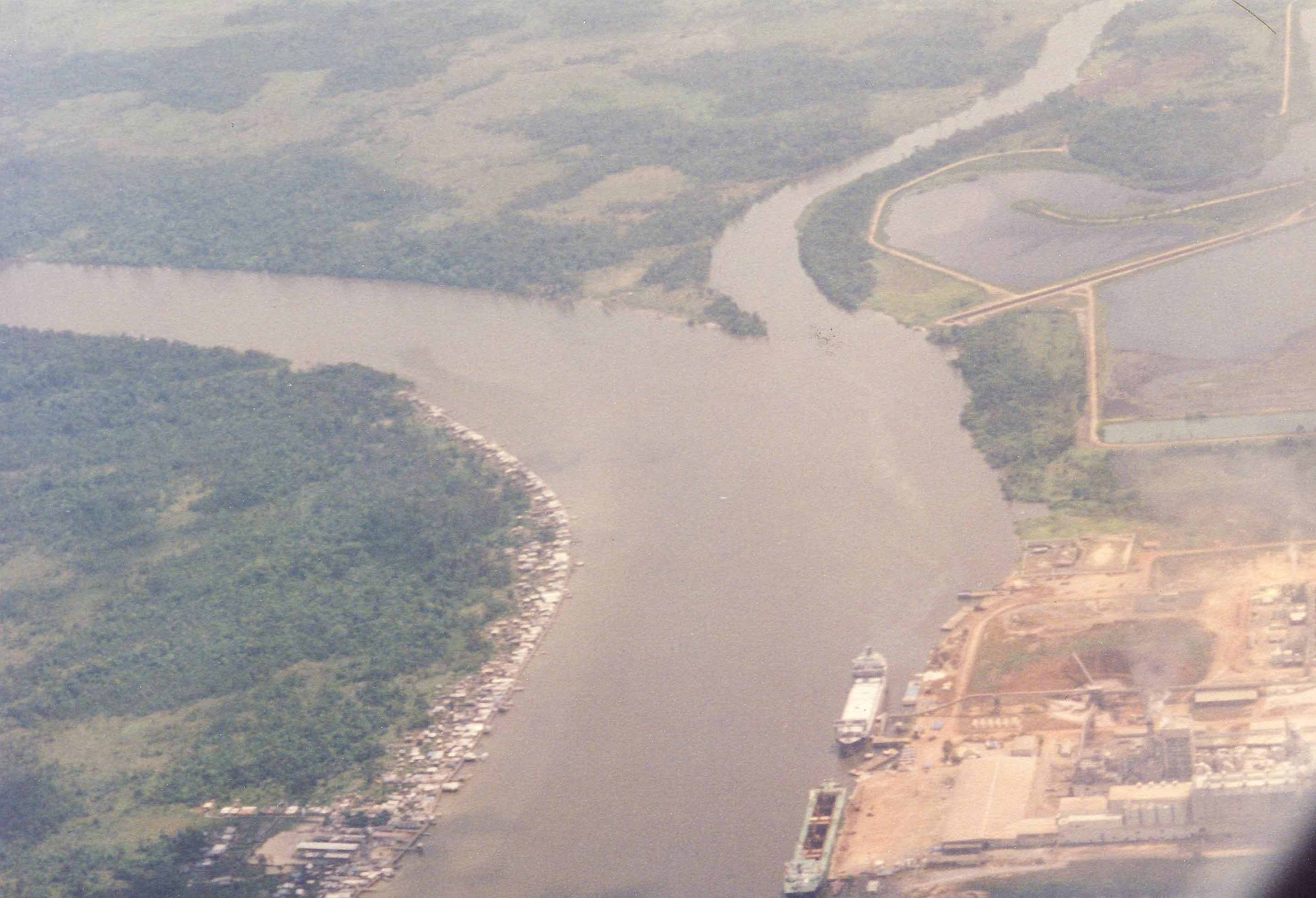
صورة لجانب من نهر جاري

يتدفق النهر عبر غابات أوتوما-ترومبيتاس الرطبة. يقع مصدر جاري في جنوب جبال هوموك، وفمه في نهر الأمازون بين بلديات آلميريم في بارا و فيتوريا دو جاري في امابا . يقع الها غراندي دي جوروبا، ثاني أكبر جزيرة في دلتا نهر الأمازون، قبالة مصب نهر جاري. جزء من حوض النهر موجود في محمية مايورو البيولوجية .
يشكل نهر جاري الحد الغربي لمتنزه جبال توموكوماك الوطني. أسفل المنتزه يشكل الحد الغربي لمساحة 806184 هكتارًا (1،992،120 فدانًا) محمية ريو إيراتابورو للتنمية المستدامة ، التي تم إنشاؤها في عام 1997. ويمر جزء من مسارها عبر محطة جاري البيئية. استقر عدد قليل من الناس على طول النهر هنا ، وقاموا ببناء منازل وتطهير الحقول.